# Janet Rice

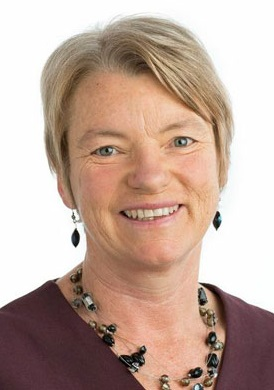
Janet Rice

Janet Rice (* 18. November 1960 in Melbourne) ist eine australische Politikerin der Australian Greens.

## Leben
Rice studierte Metrologie an der University of Melbourne Met. Als Umweltaktivistin engagierte sie sich in verschiedenen Umweltprojekten in Australien. Eine führende Rolle hatte sie in der Ausrufung des Errinundra National Park. Von 1993 bis 1997 war sie für die Organisation Bicycle Victoria tätig. Sie war zunächst Mitglied im Stadtrat von Maribyrnong und dann Bürgermeisterin von Maribyrnong, seit 2014 ist sie Senatorin im Senat von Australien. Sie wohnt mit ihrer Ehepartnerin Penny Whetton in Footscray und hat zwei Kinder.